# Mathews Phosa

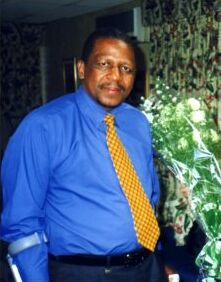
Mathews Phosa, 1997

Nakedi Mathews Phosa (* 1. September 1952 in Bushbuckridge) ist ein südafrikanischer Rechtsanwalt, Unternehmer und Politiker. Seit 2007 ist er Schatzmeister des African National Congress (ANC).

## Leben während der Apartheid
Phosa wuchs während seiner Grundschulzeit bei seinen Großeltern in der Nähe von Potgietersrus in bäuerlicher Umgebung auf und besuchte seit 1967 als Internatsschüler die Maripi High School in Acornhoek (heute in Mpumalanga), wo er 1971 sein Matric erhielt. Bereits in der Schule kam er durch sein politisches Denken mit der Sicherheitspolizei unangenehm in Kontakt. Im Jahre 1967 schrieb er sich für ein Studium auf den BProc LLB an der Universität des Nordens ein. Das Studium der Rechtswissenschaft schloss er mit einem Bachelor und dann mit dem Master of Laws an der University of the North in 1977 ab. Er trat dem ANC bei und war als Aktivist für die Partei tätig. Er gründete 1981 die erste schwarze Rechtsanwaltskanzlei in Nelspruit, die in erster Linie für den ANC tätig war. 1985 ging er ins Exil nach Mosambik, nachdem er durch den ANC-Nachrichtendienst informiert worden war, dass südafrikanische Sicherheitskräfte ihn im Auftrag des Apartheidregimes mit einer Briefbombe töten sollten. In Mosambik war er der Chef des regionalen Political-Military Committee des ANC mit Hauptquartier in Maputo, von wo Aktionen des Umkhonto we Sizwe in Easten Transvaal organisiert wurden. Phosa gehörte zu den ersten ANC-Mitgliedern, die unter großen persönlichem Risiko aus ihrem Exil nach Südafrika zurückkehrten. Von Beginn an war er an vielen Verhandlungsgesprächen mit den damaligen Regierungsvertretern beteiligt. Nachdem der ANC sein Hauptquartier in Johannesburg bezogen hatte, übernahm Phosa da die Leitung der Abteilung Verfassungs- und Rechtsfragen. Ferner wirkte er als Chef des ANC in der Eastern Transvaal Region. Bei den Wahlen 1994 führte er die Liste des ANC an, gewann mit allen Kandidaten zusammen 81 Prozent aller abgegebenen Stimmen und wurde Premierminister der Provinz Eastern Transvaal.
Beide Ämter legte er nach seiner Wahl in die Nationalversammlung nieder, der er ab 1999 angehörte. Im Anschluss war er in verschiedenen Unternehmen als Vorstandsvorsitzender tätig, unter anderem im Minengeschäft, und wurde Teilhaber einer Rechtsanwaltskanzlei. 2007 wurde er auf der 52. Nationalkonferenz des ANC zum Generalschatzmeister gewählt. Damit gehört er zu den sechs wichtigsten Amtsträgern der Partei.
Im Streit zwischen dem ANC und der ANC Youth League (ANCYL) um das Verhalten des suspendierten Präsidenten Julius Malema unterstützte Phosa Malema indirekt.
Phosa spricht zahlreiche Sprachen; Nord-Sotho, Swazi, Südsotho, Tswana, Englisch, isiZulu, Afrikaans und Portugiesisch. Er veröffentlichte in Afrikaans und Englisch poetische Texte in Literaturmagazinen wie Standpunte, New Classic und Staffrider.  Phosa ist mit der Sozialarbeiterin Yvonne Nkwenkwezi verheiratet. 1999 veröffentlichte er einen Gedichtband unter dem Titel Deur die oog van ’n naald (deutsch etwa: „Durch das Auge einer Nadel“).

## Auszeichnungen
- Ehrendoktor der Boston University, verliehen 1995
- Vorsitzender des Hochschulrates der Universität von Südafrika seit 2001[7]